# Sinister Slaughter
| Оценки критиков | Оценки критиков |
| Источник        | Оценка          |
| --------------- | --------------- |
| Allmusic        | [ 1 ]           |

Sinister Slaughter — второй полноформатный альбом американской дэт-метал-группы Macabre, выпущенный в 1993 году на Nuclear Blast Records. Обложка является пародией на альбом The Beatles Sgt. Pepper’s Lonely Hearts Club Band с изображением серийных и массовых убийц вместо известных людей. В 2000 году альбом был переиздан на диджипаке, включавшем также песни из мини-альбома Behind the Wall of Sleep в качестве бонус-треков.

## Список композиций
1. «Nightstalker» — 2:04 — Ричард Рамирес
2. «The Ted Bundy Song» — 1:18 — Тед Банди
3. «Sniper in the Sky» — 1:51 — Чарльз Уитмен
4. «Montreal Massacre» — 1:25 — Марк Лепин[англ.]
5. «Zodiac» — 3:46 — Зодиак
6. «James Pough, What the Hell Did You Do?!» — 2:09 — Джеймс Эдвард Пу
7. «The Boston Strangler» — 1:10 — Альберт де Сальво
8. «Mary Bell» — 0:43 — Мэри Белл
9. «Mary Bell Reprise» — 0:45 — Мэри Белл
10. «Killing Spree (Postal Killer)» — 1:21 — Патрик Шеррил[англ.]
11. «Is It Soup Yet?» — 1:18 — Даниэл Раковиц[англ.]
12. «White Hen Decapitator» — 2:30 — Майкл Бетке[англ.]
13. «Howard Unrah (What Have You Done Now?!)» — 2:28 — Говард Унру
14. «Gacy’s Lot» — 2:20 — Джон Уэйн Гейси
15. «There Was a Young Man Who Blew up a Plane» — 2:10 — Джек Гилберт Грэхэм
16. «Vampire of Dusseldorf» — 2:43 — Питер Кюртен
17. «Shotgun Peterson» — 2:48 — Кристофер Петерсон
18. «What’s that Smell?» — 3:02 — Джеффри Дамер
19. «Edmund Kemper Had a Horrible Temper» — 2:34 — Эдмунд Кемпер
20. «What the Heck Richard Speck (Eight Nurses You Wrecked)» — 2:05 — Ричард Спек
21. «Albert Was Worse than Any Fish in the Sea» — 1:31 — Альберт Фиш

## Участники записи
- Corporate Death — гитара, вокал
- Nefarious — бас-гитара, вокал
- Dennis The Menace — ударные
- Джефф Клайн — Программирование Синклавира и Звуковые Эффекты. Фортепианное Вступление к «Vampire Of Dussledorf». Саундтрек к Murder Вступление к «Nightstalker».
- Scary Gary — ведущий вокал в «White Hen Decapitator». Смех и голос во вступлении к «Nightstalker».
- Тони Иовино — гитарное соло в «Shotgun Peterson». Акустическое безумие в «What The Hell Did You Do?!»
- Продюсеры: Джефф (The Max Mixer) Клайн и MACABRE
- Исполнительный продюсер — Маркус Штайгер
- Музыка и текст песни Corporate Death и Nefarious, за исключением текста песни «Zodiac», зашифрованного The Zodiac Killer.
- Партии барабанов — Деннис Угроза
- Все песни аранжированы MACABRE, кроме «Mary Bell», аранжированной Nefarious и Джеффа Клайна
- Фото — Курт Ричи
- Обложка альбома — Дэн Шнайдер
- Концепция — Джон Мартин и Нефариус
- Изменённый макет — AJ Loeb